# ألفرد إرفينغ هالويل
ألفرد إرفينغ هالويل (بالإنجليزية: Alfred Irving Hallowell)‏ هو عالم إنسان أمريكي، ولد في 28 ديسمبر 1892 في فيلادلفيا في الولايات المتحدة، وتوفي في 10 أكتوبر 1974 في Wayne, Pennsylvania ‏ في الولايات المتحدة.

## وصلات خارجية
- ألفرد إرفينغ هالويل على موقع الموسوعة البريطانية (الإنجليزية)